# ニシジマ・アツシ
ニシジマ・アツシ（1965年3月12日 - ）は、京都市出身の日本の現代美術作家、サウンド・アーティスト。

## 人物
大阪芸術大学音楽学科音楽工学専攻卒業。岐阜県立国際情報科学芸術アカデミー(IAMAS)修了。80年代半ばより実験音楽の制作、ライブ・エレクトロニック・ ミュージックによる演奏を始め、その後、音をめぐる多様な側面を探求し、そこで得た知見と日常に潜む事象をもとに飛躍的に結びつけることでサウンド・インスタレーションや平面・立体作品を制作している。2007年から2012年にかけて、アメリカの現代音楽家ジョン・ケージの生誕100周年イベント「John Cage Countdown Event 2007-2012」を主宰。2001年にアジアン・カルチュラル・カウンシルの助成によりニューヨークに滞在。2014年に文化庁新進芸術家海外研修制度によりベルリンに滞在。現在は京都を拠点に活動を続けている。

## 主な活動

### 個展
- 1994年「Citycircus」ニューミュージアム(ニューヨーク、アメリカ)
- 2001年「SUBTRACTIVE CREATION : VISIBLE SOUND」Location One(ニューヨーク、アメリカ)
- 2003年「A to C」立体ギャラリー射手座(京都)
- 2008年「Third Perspective』甲南大学ギャルリー・パンセ(兵庫)
- 2008年「Six(a.i.u.e.o)」PRINZ(京都)
- 2010年「Beppu Art Month 2010 - 音の方便」BEPPU PROJECT/platform05(大分)
- 2017年「Humor Identification/脱力と直観」8/ART GALLERY/TOMIO KOYAMA GALLERY(東京)
- 2017年「術の方便」SOMA gallery(大阪)

### グループ展
- 2002年「One Hand Clapping:The Interstices of Sound, Language, and Silence」Smack Mellon(ニューヨーク、アメリカ)
- 2002年「Signal to noise」Location One(ニューヨーク、アメリカ)
- 2002年「Sound in the landscape」Art Omi International Arts Center(ニューヨーク、アメリカ)
- 2005年「Slowscan Soundave (III) & The Telæsthetic Finger」Location One(ニューヨーク、アメリカ)
- 2007年「Remembrance of things passing」CASO(大阪)
- 2009年「ある風景の中に in a Landscape」京都芸術センター(京都)
- 2010年「Yves Bélorgey INVITE ATSUSHI NISHIJIMA」Galerie Xippas(パリ、フランス)
- 2011年「Simple Interactions」Museet for Samtidskunst(ロスキレ、デンマーク)
- 2012年「“for missing O KYTO”/ 足りない O のために“KYTO”」小山登美夫ギャラリー京都(京都)
- 2013年「景 風 趣 情 - 自在の手付き」京都芸術センター(京都)
- 2016年「The ECHO」高崎シティギャラリー(群馬)
- 2017年「JAPANESE CONNECTIONS - CONTEMPORARY ART FROM JAPAN」ニコライ・クンストホール(コペンハーゲン、デンマーク)
- 2019年「Voice and Sound Waves: The Japanese Scene」FELIX FRACHON GALLERY（ブリュッセル、ベルギー）

### パフォーマンス
- 2007年ー2012年「John Cage 100th Anniversary Countdown Event 2007-2012」(大阪・京都・東京・富山)
- 2011年「The sound performance “site” Atsushi Nishijima」デンマーク王立美術院(コペンハーゲン、デンマーク)
- 2013年「Nuit Blanche Kyoto 2013」アンスティチュ・フランセ関西(京都)
- 2014年「EXPERIMENTELLE MUSIK 2014」ミュンヘン美術院(ミュンヘン、ドイツ)
- 2014年「Kyoto Protocol : Experiments in Art & Technology III」N.K.(ベルリン、ドイツ)
- 2015年「Site - Acoustical Scenery/For Troedsson Villa」日光トレッドソン邸(栃木)
- 2015年「Site - Acoustical Scenery」Kunsthalle/PLU41(ベルリン、ドイツ)
- 2017年「Acoustical Scenery @Klub Rå」Roskilde Festival 2017(ロスキレ、デンマーク)